# Мартинес, Мел
Мел Мартинес (англ. Mel Martínez, полностью Мелькиадес Рафаэль Мартинес, исп. Melquíades Rafael Martínez; род. 23 октября 1946, Куба) — американский политический и государственный деятель, сенатор США от штата Флорида, член Республиканской партии.

## Биография
Окончил Университет штата Флорида, получил степень в области права (1973) и занимался юридической практикой в городе Орландо.
В 2001—2004 годах — министр жилищного строительства и городского развития США, ушёл в отставку с этого поста, чтобы баллотироваться в Сенат США. Был избран в 2004 году.